# Cécile Desprairies
Pour les articles homonymes, voir Desprairies.
Cécile Desprairies, née le 26 décembre 1957 à Paris 16e arrondissement est une écrivaine. Elle a été éditrice aux éditions Larousse. Historienne, elle est l'auteure de plusieurs ouvrages,  notamment sur l’Occupation allemande en France et sur la Collaboration (1940-1944). 

## Éléments de biographie
Cécile Desprairies est titulaire d'un diplôme d'études approfondies (DEA) en philosophie et d’une licence de lettres à la Sorbonne. Ancienne boursière du DAAD (Office franco-allemand d'échanges universitaires) en Allemagne, elle est diplômée du Goethe-Institut.
Philosophe et germaniste de formation, elle a travaillé pendant quinze ans dans l’édition, notamment sur des méthodes de langue allemande,  avant de devenir auteure.
Elle est chargée de cours à l’université Paris-Descartes où elle est responsable de l’unité d'enseignement « Métiers de l’édition ».

## Publications
- Ville lumière – Années noires, les lieux du Paris de la Collaboration (préface de Pierre Assouline), Paris, Éditions Denoël, 2008, 352 p.  (ISBN 978-2-20725925-2)
- Paris dans la Collaboration[11] (préface de Serge Klarsfeld), Paris, Éditions du Seuil, 2009, 656 p.  (ISBN 978-2-02-097646-6)
- Sous l’œil de l’Occupant, la France vue par l’Allemagne, 1940-1944[12], Paris, Éditions Armand Colin, 2010, 224 p.  (ISBN 978-2-200-24853-6)
- L'Héritage de Vichy - Ces 100 mesures toujours en vigueur[13],[14], préface d'Emmanuel Le Roy Ladurie, Paris, éditions Armand Colin, 2012, 256 p.  (ISBN 978-2-200-27512-9)
- L'Héritage allemand de l'Occupation - Ces 60 dispositions toujours en vigueur, préface d'Emmanuel Le Roy Ladurie, Paris, éditions Armand Colin, 2019, 256 p.  (ISBN 978-2-200-62446-0)
- Voyage à travers la France occupée, 1940-1945. 4 000 lieux familiers à redécouvrir, préface d'Emmanuel Le Roy Ladurie, Paris, Presses universitaires de France, coll. « Hors collection », 2023, 1120 p.  (ISBN 978-2-13-062113-3)
- La Propagandiste[15] (roman), Paris, éditions du Seuil, 2023, 224 p.  (ISBN 978-2-02-152372-0)

### Presse
- Cécile Desprairies, « Mes archives allemandes », sur liberation.fr, Libération, 7 mai 2010, à l'occasion de la commémoration de l'invasion allemande en France, en mai 1940

### Radio, télévision
- Frédéric Taddeï, « Vivons-nous encore sous le régime de Vichy ? », sur france3.fr, Ce soir (ou jamais !), 16 octobre 2012
- Philippe Meyer, « La chronique de Philippe Meyer », sur franceculture.fr, France Culture, 4 décembre 2012, 7 h 56